# Destinies Fulfilled
Destinies Fulfilled er en amerikansk stumfilm fra 1914 af Lorimer Johnston.

## Medvirkende
- Sydney Ayres som John Carr
- Vivian Rich som Lucille
- Harry von Meter som Frank Davis
- Jacques Jaccard som Luke
- Chick Morrison